# Ключ 210
Ключ 210 (трад. 齊, упр. 齐, яп. 斉) — ключ Канси со значением «ровный»; один из 2, состоящих из четырнадцати штрихов.
В словаре Канси всего 18 символов (из 49 030), которые можно найти c этим радикалом.

## История
Древняя идеограмма изображала плотно и равномерно стоящие колосья ржи или риса, тем самым передавая смысл «ровный, упорядоченный».
В современном языке иероглиф используется в значениях: «ровный, правильный, опрятный, аккуратный» и «собирать воедино, приводить в порядок, выравнивать, полностью, целиком, совместно» и др.
В качестве ключевого знака иероглиф используется редко. В силу своей сложности знак используется в сокращенной форме 齐, 斉.
В словарях находится под номером 210.

## Древние идеограммы

Вид в Цзиньвэнь
Вид в малой печати Чжуаньшу

## Значение
1. Равенство, ровный, правильный, опрятный, аккуратный.
2. Все собирать воедино, приводить в порядок, выравнивать, полностью, целиком, совместно.
3. Одна из китайских династий.
4. Одна из китайских фамилий.
5. Смешивать, согласовывать и очищать.
6. Зерна, хранящиеся в жертвенных сосудах для жертвоприношения.
7. Относится к церемониальным одеяниям.
8. Уважение и торжественность.

## Варианты прочтения
- кит. трад. 齊, упр. 齐, пиньинь qí, чи.
- яп. 斉, セイ, サイ, sei, cai, сэй, сай.
- яп. そろう, sorō, соро:.
- кор. 가지런할 gajireonhal, качиронхаль?, 재 jae, чэ?.

## Варианты написания
| Словарь Канси (трад. вар.) | Китай (упр. вар.) | Япония (упр. вар.) |
| -------------------------- | ----------------- | ------------------ |
| 齊                         | 齐                | 斉                 |

- Примечание: Ваш браузер может отображать иероглифы неправильно.

## Примеры иероглифов
| Доп. штрихи | Иероглифы   |
| ----------- | ----------- |
| 0           | 齊 (齐, 斉) |
| 3           | 齋 𪗆 䶒 䶓 |
| 4           | 齌          |
| 5           | 齍          |
| 6           | 𪗋          |
| 7           | 齎          |
| 9           | 齍          |

- Примечание: Ваш браузер может отображать иероглифы неправильно.